# Narycia toxoteuches
Narycia toxoteuches är en fjärilsart som beskrevs av Turner 1927. Narycia toxoteuches ingår i släktet Narycia och familjen säckspinnare. Inga underarter finns listade i Catalogue of Life.